# Malatkeşin
Malatkeşin (eingedeutscht Malatkeschin) ist ein Dorf im Rayon Zəngilan im Südwesten von Aserbaidschan.

## Geographische Lage und Geschichte
Malatkeşin liegt ca. 5 Kilometer nördlich der Provinzhauptstadt Zəngilan auf einer Höhe von 590 Metern.
Über die frühere Geschichte der Ortschaft ist nicht viel bekannt. Mit der Eroberung der Region Südkaukasus durch den Zarenreich Anfang des 19. Jahrhunderts wurde Malatkeşin Teil der Ujezd Zəngəzur, die wiederum zum Gouvernement Elisawetpol gehörte.
Gemäß den statistischen Angaben der Zarenregierung aus dem Jahr 1886 lebten in Malatkeşin über 500 Menschen, alle Aserbaidschaner, die hauptsächlich in der Landwirtschaft beschäftigt waren. Zum 1. Januar 1933 lag die Bevölkerungszahl bei 450, die zu 99 Prozent aus Aserbaidschanern bestand.
Im Zuge des Ersten Bergkarabachkrieges (1992–1994) wurde Malatkeşin im Spätsommer 1993 von armenischen Einheiten militärisch besetzt und die Einwohner vertrieben. Während der Besatzungszeit verfiel das Dorf.
Am 22. Oktober 2020 haben die aserbaidschanischen Streitkräfte die Ortschaft nach 27 Jahren zurückerobert. In einem vom Verteidigungsministerium Aserbaidschans veröffentlichten Video vom Januar 2021 sind die Ruinen von Malatkeşin zu sehen.